# Liste der Bodendenkmäler in Moosinning
Auf dieser Seite sind die Bodendenkmäler in der oberbayerischen Gemeinde Moosinning zusammengestellt. Diese Tabelle ist eine Teilliste der Liste der Bodendenkmäler in Bayern. Grundlage ist die Bayerische Denkmalliste, die auf Basis des Bayerischen Denkmalschutzgesetzes vom 1. Oktober 1973 erstmals erstellt wurde und seither durch das Bayerische Landesamt für Denkmalpflege geführt wird. Die folgenden Angaben ersetzen nicht die rechtsverbindliche Auskunft der Denkmalschutzbehörde.

## Bodendenkmäler der Gemeinde Moosinning

### Bodendenkmäler in der Gemarkung Moosinning
| Lage                  | Objekt | Akten-Nr.     | Bild |
| --------------------- | --- | ------------- | ---- |
| Moosinning (Standort) | Siedlung vor- und frühgeschichtlicher Zeitstellung. | D-1-7736-0008 |      |
| Moosinning (Standort) | Verebnete Grabhügel sowie Siedlung vor- und frühgeschichtlicher Zeitstellung.                                                                                         | D-1-7736-0009 |      |
| Moosinning (Standort) | Siedlung und Grabenwerk vor- und frühgeschichtlicher Zeitstellung. | D-1-7736-0150 |      |
| Moosinning (Standort) | Verebnetes Erdwerk vor- und frühgeschichtlicher Zeitstellung. | D-1-7737-0028 |      |
| Moosinning (Standort) | Körpergräber des Endneolithikums (Glockenbecherkultur). | D-1-7737-0029 |      |
| Moosinning (Standort) | Siedlung vor- und frühgeschichtlicher Zeitstellung, unter anderem der späten Bronzezeit und der älteren Urnenfelderzeit sowie Körpergräber des frühen Mittelalters.   | D-1-7737-0030 |      |
| Moosinning (Standort) | Siedlung vor- und frühgeschichtlicher Zeitstellung. | D-1-7737-0032 |      |
| Moosinning (Standort) | Siedlung vorgeschichtlicher Zeitstellung, unter anderem der Latènezeit.                                                                                               | D-1-7737-0033 |      |
| Moosinning (Standort) | Siedlung vor- und frühgeschichtlicher Zeitstellung. | D-1-7737-0035 |      |
| Moosinning (Standort) | Siedlung vor- und frühgeschichtlicher Zeitstellung. | D-1-7737-0117 |      |
| Moosinning (Standort) | Siedlung vor- und frühgeschichtlicher Zeitstellung. | D-1-7737-0118 |      |
| Moosinning (Standort) | Siedlung vor- und frühgeschichtlicher Zeitstellung. | D-1-7737-0119 |      |
| Moosinning (Standort) | Siedlung vorgeschichtlicher Zeitstellung, unter anderem des Jungneolithikums (Münchshöfener Kultur).                                                                  | D-1-7737-0175 |      |
| Moosinning (Standort) | Untertägige mittelalterliche und frühneuzeitliche Befunde und Funde im Bereich der Katholischen Pfarrkirche von St. Emmeram von Moosinning und ihrer Vorgängerbauten. | D-1-7737-0206 |      |
| Moosinning (Standort) | Untertägige frühneuzeitliche Befunde im Bereich der Katholischen Pestkapelle St. Sebastian und Rochus in Moosinning                                                   | D-1-7737-0207 |      |
| Moosinning (Standort) | Untertägige mittelalterliche und frühneuzeitliche Befunde und Funde im Bereich der Katholischen Filialkirche St. Jakobus d. Ä. von Kempfing.                          | D-1-7737-0211 |      |
| Moosinning (Standort) | Abgegangener Edelsitz der frühen Neuzeit (Sitz Moosinning). | D-1-7737-0354 |      |
| Moosinning (Standort) | Siedlung vor- und frühgeschichtlicher Zeitstellung, unter anderem der Bronzezeit, der Urnenfelderzeit, der römischen Kaiserzeit und des frühen Mittelalters.          | D-1-7737-0373 |      |
| Moosinning (Standort) | Siedlung vorgeschichtlicher Zeitstellung, unter anderem des Neolithikums, der Bronzezeit und der Latènezeit.                                                          | D-1-7737-0389 |      |
| Moosinning (Standort) | Siedlung vor- und frühgeschichtlicher Zeitstellung, unter anderem des Neolithikums und der Latènezeit.                                                                | D-1-7737-0390 |      |
| Moosinning (Standort) | Siedlung der Latènezeit. | D-1-7737-0392 |      |

### Bodendenkmäler in der Gemarkung Niederneuching
| Lage                      | Objekt | Akten-Nr.     | Bild |
| ------------------------- | --- | ------------- | ---- |
| Niederneuching (Standort) | Siedlung des Jungneolithikums (Münchshöfener Kultur), der mittleren Bronzezeit, der Hallstattzeit, der mittleren und späten Latènezeit sowie Körpergräber und Brandgräber vor- und frühgeschichtlicher Zeitstellung. | D-1-7737-0171 |      |

### Bodendenkmäler in der Gemarkung Notzing
| Lage               | Objekt | Akten-Nr.     | Bild |
| ------------------ | --- | ------------- | ---- |
| Notzing (Standort) | Siedlung des Neolithikums, der Bronzezeit und der römischen Kaiserzeit sowie Körpergräber vor- und frühgeschichtlicher Zeitstellung. | D-1-7737-0335 |      |